# جيامبييرو فينتورا
جيامبييرو فينتورا (بالإيطالية: Giampiero Ventura)‏ (مواليد 14 يناير 1948 في جنوى - إيطاليا) لاعب كرة قدم إيطالي معتزل كان يجيد اللعب في مركز الوسط المحوري درب نادي باري ونادي تورينو و هو المدرب السابق لمنتخب إيطاليا لكرة القدم.

## روابط خارجية
- جيامبييرو فينتورا على موقع قاعدة بيانات كرة القدم.إي يو (الإنجليزية)
- جيامبييرو فينتورا على موقع Soccerway.com (الإنجليزية)
- جيامبييرو فينتورا على موقع عالم كرة القدم.نت (الإنجليزية)